# Miguitas en la cama
 Miguitas en la cama  es una película en blanco y negro de Argentina dirigida por Mario C. Lugones sobre el guion de Sixto Pondal Ríos y Carlos Olivari que se estrenó el 17 de noviembre de 1949 y que tuvo como protagonistas a Enrique Serrano, Amelita Vargas, Alicia Barrié, Florindo Ferrario y Elsa del Campillo. Victoria Garabato colaboró en la coreografía. Fue el último trabajo de Alicia Barrié, quien al promediar la filmación abandonó la película y fue reemplazada por su hermana Elsa del Campillo.

## Sinopsis
La tenencia de una hija adolescente es disputada por sus padres separados.

## Reparto
- Enrique Serrano ... Daniel Morand
- Amelita Vargas ... Kikí Cienfuegos
- Alicia Barrié ... Florencia Valdez Peña de Morand
- Florindo Ferrario ... Urbano González Paz
- Patricia Morand ... Alicia
- Ramón J. Garay ... Tertuliano
- María Santos ... Sta. Celia
- Diego Martínez ... Juez
- Alberto de Mendoza ... Esteban Roselli
- Ángel Eleta ... Fermín
- Carlos Belluci ... Melquíades
- Enrique de Pedro
- Elsa del Campillo
- Olimpio Bobbio
- Juan Pecci
- Yolanda Alessandrini
- Ermete Meliante
- Nino Persello
- Conjunto Cuba

## Comentarios
Para Manrupe y Portela es una comedia que no obtiene lo mejor de la pareja protagónica y cae en el lugar común. Por su parte la crónica de La Nación dijo:

”No reproduce esta versión de la pieza recordada sus aciertos festivos y su ingenio…La pantalla muestra excesivos algunos recursos destinados a señalar las características de la vida de un hombre que se ha separado de su esposa por desacuerdos que juzga muy serios, pero que están a tono de la comedia y de su burla.”